# أدونيس أمايا
أدونيس أمايا (بالإنجليزية: Adonis Amaya)‏ (10 نوفمبر 1996 في الولايات المتحدة - ) هو لاعب كرة قدم أمريكي في مركز الهجوم. شارك مع منتخب الولايات المتحدة تحت 17 سنة لكرة القدم. أما مع النوادي، فقد لعب مع لوس انجلوس غالاكسي 2.

## وصلات خارجية
- أدونيس أمايا على موقع قاعدة بيانات كرة القدم.إي يو (الإنجليزية)